# EA Sports FC 25
EA Sports FC 25 é um videojogo de futebol desenvolvido pela EA Canadá e EA Roménia, e publicado pela EA Sports. É o segundo jogo da série EA Sports FC e o 32.º jogo de simulação de futebol da EA Sports . O jogo foi   lançado mundialmente a 27 de setembro de 2024 para Nintendo Switch, PlayStation 4, PlayStation 5, Windows, Xbox One e Xbox Series X/S.

## Capa do FC 25
A capa da Standard Edition apresenta apenas o internacional inglês Jude Bellingham a fazer a sua conhecida celebração.Já capa da Ultimate Edition, versão do jogo com benefícios extra, apresenta os jogadores de futebol Gianluigi Buffon, Aitana Bonmatí, Jude Bellingham, Zinedine Zidane e David Beckham numa sala decorada com vários troféus que eles ganharam ao longo das suas prestigiadas carreiras.

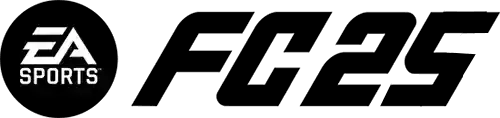
Logótipo do EA Sports FC 25

## Conteúdo

### Global
FC IQ: Esta é uma reforma abrangente do sistema táctico, permitindo que os jogadores influenciem as estratégias das equipas de forma mais eficaz. Inclui táticas modernizadas e IA mais inteligente para companheiros de equipa, o que permite uma experiência de jogo mais dinâmica. Os jogadores agora podem replicar as táticas de treinadores famosos, adaptando as formações com fluidez durante as partidas. Além disso o jogo dá sugestões tácticas com base na situação atual do encontro.
Papéis de jogadores: O jogo apresenta funções distintas para os futebolistas baseado nos seus desempenhos na vida real, o que traz novos desafios e possibilidades ao sistema táctico da equipa com e sem bola. Este recurso foi criado para garantir que os jogadores sejam utilizados de forma eficaz de acordo com seus pontos fortes, o que torna a composição da equipa mais importante e realística do que nunca.
Estilos de jogo dos guarda-redes:  Novas mecânicas de jogo para guarda-redes foram adicionadas, tornando a posição mais importante. Os estilos de jogo já estavam presentes em todas as outras posições, desde o seu aparecimento na última edição do jogo.
Faltas Profissionais: O jogador tem agora a possibilidade de fazer faltas propositadamente (sem a necessidade de fazer carrinhos). 
Rush: Partidas 5 contra 5, integrado em todos os modos de jogo. A mesma jogabilidade, mas com algumas diferenças onde se destacam: partidas rápidas com contagem regressiva, campo de menor dimensão, diferente início de partida, mudança das regras habituais do futebol ( ausência de cartões vermelhos, cartões azuis que simbolizam a suspensão temporária de um jogador, e fora de jogo, prolongamento, pénaltis diferentes).
Cranium: Mais opções de personalização e realismo na criação das faces dos jogadores.

### Modo de carreira[14]
Modo de Carreira de futebol feminino: O modo carreira já não está mais limitado ao futebol masculino, sendo agora possível jogar este modo com equipas e jogadoras das cinco ligas de futebol feminino presente no jogo.
Modo de Carreira com Ícones: É agora possível jogar com um ícone (jogadores e jogadoras de futebol retirados com carreiras memoráveis) neste modo de jogo.
Modo de Carreira com ponto de partida em tempo real: É possível começar uma carreira com uma dada equipa partindo de informação em tempo real baseado na realidade (pontos, jogadores lesionados, entre outros).
Origens do jogador no Modo de Carreira: Agora, ao criar um jogador no Modo de Carreira, é possível atribuir-lhe uma história, como por exemplo dar ao jogador a narrativa de seguir as pisadas do seu pai ou de um regresso de uma lesão que quase pôs fim à sua carreira.
Redes Sociais no Modo de Carreira: O jornalista italiano Fabrizio Romano e outros meios de comunicação estarão presentes no Modo de Carreira.
Nova Academia de Jogadores: É possível jogar partidas Rush com jogadores da academia, o que potencia um maior controlo sob a evolução destes jogadores.

### Football Ultimate Team[15]
Novos Ícones:  Gianluigi Buffon, Gareth Bale, Lilian Thuram, Nadine Angerer, Aya Miyama, Marinette Pichon e Julie Foudy.
Novos Heróis, jogadores e jogadoras com as carreiras já terminadas que providenciaram momentos marcantes no futebol: Jamie Carragher, Eden Hazard, Tim Howard, Jaap Stam, Guti, Marek Hamšík, Mohammed Noor, Blaise Matuidi, Zé Roberto, Maicon, Laura Georges, Celia Šašić e Fara Williams.
Personalização de Cartas de Evolução
Descida de divisão no modo Rivals
Armazenamento de cartas de jogadores duplicados para os DCP, Desafios de Construção de Plantel

## Licenças

"The World's Game", o slogan da série EA Sports FC

O FC 25 conta com 33 ligas de futebol masculino autênticas e 5 ligas de futebol femininas autênticas, as mesmas do FC 24, e o equivalente a mais de 700 clubes autênticos. No entanto destaca-se a perda dos clubes italianos Inter de Milão e AC Milan, cujas licenças a EA perdeu. Por outro lado, outros dois clubes da Série A, Roma e Nápoles, retornaram após quatro anos desde as suas últimas aparições no FIFA 20.
Quanto às equipas de Resto do Mundo foram adicionados duas equipas de futebol masculino: Qarabağ FK, do Azerbeijão e Olympiacos FC, da Grécia. A única equipa de futebol feminino a ser adicionada a este conjunto de clubes autênticos mas sem liga de futebol associada, foi a AS Roma.
O novo formato das competições continentais de clubes masculinos da UEFA foi adotado no FC 25.
Relativamente às Selecções Nacionais, o FC 25 não conta com a Selecção Belga tanto de Futebol Masculino tanto de Futebol Feminino.  A Selecção Canadiana de Futebol Feminino também foi removida do jogo. Por outro lado foi adicionada ao jogo a Selecção de Futebol Feminino da Finlândia.
O jogo conta com mais de 120 estádios de futebol autênticos.  A casa do AC Milan e do Inter de Milão, San Siro foi removida do jogo. Em contraste, foi adicionado ao jogo, outro estádio português, a casa do Sporting CP, o Estádio José Alvalade, completando assim o conjunto dos estádios dos "Os Três Grandes". Foram também adicionados:
- Mâs Monumental, estádio dos argentinos do River Plate
- RAMs Park, casa dos turcos do Galatasaray
- Ülker Stadyumu, casa dos turcos do Fenerbahçe
- De Kuip, estádio dos neerlandeses do Feyenoord
- Stade Bollaert-Delelis, casa dos franceses do RC Lens
- Coventry Building Society Arena, casa dos ingleses do Coventry City
- Ewood Park, casa dos ingleses do Blackburn Rovers
- Ashton Gate, estádio dos ingleses do Bristol City
- Portman Road Stadium, casa dos ingleses do Ipswich Town (futuramente via atualização)

Foram ainda remodelados os seguintes estádios já presentes no jogo:
- Estadio de la Cerámica, estádio do Villarreal
- Estadio Santiago Bernabéu, estádio do Real Madrid
- Deutsche Bank Park, estádio do Eintracht Frankfurt
- Orange Vélodrome, estádio do Olympique de Marselha
- Anfield, estádio do Liverpool (futuramente via atualização)

### Resumo das Licenças

#### Competições Continentais
| Confederação             | Competição                   |
| ------------------------ | ---------------------------- |
|                          | Liga dos Campeões da UEFA    |
| Liga Europa da UEFA      |                              |
| Liga Conferência da UEFA |                              |
| Supertaça da UEFA        |                              |
|                          | Taça Libertadores da América |
| Taça Sul-Americana       |                              |
| Supertaça Sul-Americana  |                              |

| Confederação | Competição                         |
| ------------ | ---------------------------------- |
|              | Liga dos Campeões Feminina da UEFA |

#### Ligas Nacionais
| Confederação                    | Competição                           |
| ------------------------------- | ------------------------------------ |
|                                 | Premier League                       |
| EFL Championship                |                                      |
| EFL League One                  |                                      |
| EFL League Two                  |                                      |
| LaLiga                          |                                      |
| LaLiga 2                        |                                      |
| Serie A                         |                                      |
| Serie B                         |                                      |
| Bundesliga                      |                                      |
| 2. Bundesliga                   |                                      |
| 3. Fußball-Liga                 |                                      |
| Ligue 1                         |                                      |
| Ligue 2                         |                                      |
| Liga Portugal                   |                                      |
| Eredivisie                      |                                      |
| Pro League                      |                                      |
| Bundesliga                      |                                      |
| 3F Superliga                    |                                      |
| Eliteserien                     |                                      |
| Ekstraklasa                     |                                      |
| SSE Airtricity Premier Division |                                      |
| Superliga                       |                                      |
| Cinch Prem                      |                                      |
| Allsvenskan                     |                                      |
| Credit Suisse Super League      |                                      |
| Süper Lig                       |                                      |
|                                 | Liga Profesional de Fútbol-Argentina |
|                                 | Roshn Saudi League                   |
| Indian Super League             |                                      |
| K League 1                      |                                      |
| Chinese Super League            |                                      |
| A-League                        |                                      |
|                                 | MLS                                  |

| Confederação      | Competição                     |
| ----------------- | ------------------------------ |
|                   | Barclays Women’s Super League  |
| Liga F            |                                |
| Frauen-Bundesliga |                                |
| D1 Arkema         |                                |
|                   | National Women's Soccer League |

#### Taças Nacionais
| Confederação          | Competição      |
| --------------------- | --------------- |
|                       | Emirates FA Cup |
| Carabao Cup           |                 |
| FA Community Shield   |                 |
| EFL Trophy            |                 |
| Coppa Italia          |                 |
| EA Sports FC Supercup |                 |
| DFB-Pokal             |                 |
| DFL-Supercup          |                 |
| Trophée Champ.        |                 |
| Coupe de France       |                 |
| Croky Cup             |                 |
| Sydbank Pokalen       |                 |
| NM Cup                |                 |
| FAI Cup               |                 |
|                       | U.S. Open Cup   |

#### Resto do Mundo
| Confederação      | Clube             |
| ----------------- | ----------------- |
|                   | Shakhtar Donetsk  |
| Dínamo de Kiev    |                   |
| Dínamo de Zagreb  |                   |
| Hajduk Split      |                   |
| HJK de Helsínquia |                   |
| Slavia de Praga   |                   |
| Sparta de Praga   |                   |
| Viktoria Plzeň    |                   |
| AEK de Atenas     |                   |
| PAOK              |                   |
| Panathinaikos     |                   |
| Olympiacos FC     |                   |
| Ferencváros       |                   |
| APOEL             |                   |
| Qarabağ FK        |                   |
|                   | Atlético Nacional |
|                   | Al-Ain            |

| Confederação    | Clube      |
| --------------- | ---------- |
|                 | SL Benfica |
| Juventus        |            |
| AS Roma         |            |
| AFC Ajax        |            |
| Glasgow City FC |            |
| Slavia de Praga |            |
| FC Rosengård    |            |
| FC Zurique      |            |

| Organização  | Clube               |
| ------------ | ------------------- |
|              | Soccer Aid World XI |
| Confederação | Clube               |
|              | MLS All Stars       |

#### Selecções Nacionais
| Confederação     | Seleção       |
| ---------------- | ------------- |
|                  | Inglaterra    |
| França           |               |
| Portugal         |               |
| Espanha          |               |
| Itália           |               |
| Alemanha         |               |
| Países Baixos    |               |
| Polónia          |               |
| Chéquia          |               |
| Croácia          |               |
| Hungria          |               |
| Roménia          |               |
| Ucrânia          |               |
| Islândia         |               |
| Dinamarca        |               |
| Noruega          |               |
| Suécia           |               |
| Finlândia        |               |
| Escócia          |               |
| Irlanda          |               |
| Irlanda do Norte |               |
| País de Gales    |               |
|                  | Argentina     |
|                  | Qatar         |
|                  | Nova Zelândia |
|                  | México        |
| Estados Unidos   |               |
|                  | Marrocos      |
| Gana             |               |

| Confederação  | Seleção        |
| ------------- | -------------- |
|               | Inglaterra     |
| França        |                |
| Portugal      |                |
| Espanha       |                |
| Alemanha      |                |
| Países Baixos |                |
| Islândia      |                |
| Noruega       |                |
| Suécia        |                |
| Escócia       |                |
| Finlândia     |                |
|               | Argentina      |
| México        |                |
|               | Estados Unidos |

Estádios
| País           | Liga                                      | Estádio                             | Clube(s) / Seleção                   | Capacidade |
| -------------- | ----------------------------------------- | ----------------------------------- | ------------------------------------ | ---------- |
| Inglaterra     | Premier League                            | American Express Stadium            | Brighton & Hove Albion               | 31.800     |
| Inglaterra     | Premier League                            | Anfield Road                        | Liverpool FC                         | 61.276     |
| Inglaterra     | Premier League                            | Craven Cottage                      | Fulham FC                            | 25.700     |
| Inglaterra     | Premier League                            | Emirates Stadium                    | Arsenal FC                           | 60.704     |
| Inglaterra     | Premier League                            | Etihad Stadium                      | Manchester City                      | 55.017     |
| Inglaterra     | Premier League                            | Goodison Park                       | Everton FC                           | 39.571     |
| Inglaterra     | Premier League                            | Gtech Community Stadium             | Brentford FC                         | 17.250     |
| Inglaterra     | Premier League                            | King Power Stadium                  | Leicester City                       | 32.273     |
| Inglaterra     | Premier League                            | Estádio Olímpico de Londres         | West Ham United                      | 62.500     |
| Inglaterra     | Premier League                            | Molineux Stadium                    | Wolverhampton Wanderers              | 32.050     |
| Inglaterra     | Premier League                            | Old Trafford                        | Manchester United                    | 74.879     |
| Inglaterra     | Premier League                            | Portman Road Stadium                | Ipswich Town                         | 29.673     |
| Inglaterra     | Premier League                            | Selhurst Park                       | Crystal Palace                       | 26.047     |
| Inglaterra     | Premier League                            | St. James' Park                     | Newcastle United                     | 52.338     |
| Inglaterra     | Premier League                            | St. Mary's Stadium                  | Southampton FC                       | 32.384     |
| Inglaterra     | Premier League                            | Stamford Bridge                     | Chelsea FC                           | 40.853     |
| Inglaterra     | Premier League                            | The City Ground                     | Nottingham Forrest FC                | 30.445     |
| Inglaterra     | Premier League                            | Tottenham Hotspur Stadium           | Tottenham Hotspur                    | 62.062     |
| Inglaterra     | Premier League                            | Villa Park                          | Aston Villa                          | 42.682     |
| Inglaterra     | Premier League                            | Vitality Stadium                    | AFC Bournemouth                      | 11.329     |
| Inglaterra     | EFL Championship                          | Ashton Gate                         | Bristol City                         | 27.000     |
| Inglaterra     | EFL Championship                          | Bramall Lane                        | Sheffield United                     | 32.702     |
| País de Gales  | EFL Championship                          | Cardiff City Stadium                | Cardiff City                         | 33.280     |
| Inglaterra     | EFL Championship                          | Carrow Road                         | Norwich City FC                      | 27.244     |
| Inglaterra     | EFL Championship                          | Coventry Building Society Arena     | Coventry City                        | 32.609     |
| Inglaterra     | EFL Championship                          | Elland Road                         | Leeds United                         | 37.890     |
| Inglaterra     | EFL Championship                          | Ewood Park                          | Blackburn Rovers                     | 31.367     |
| Inglaterra     | EFL Championship                          | Fratton Park                        | Portsmouth FC                        | 20.688     |
| Inglaterra     | EFL Championship                          | Kenilworth Road                     | Luton Town                           | 11.850     |
| Inglaterra     | EFL Championship                          | Loftus Road                         | Queens Park Rangers                  | 18.360     |
| Inglaterra     | EFL Championship                          | MKM Stadium                         | Hull City                            | 25.586     |
| Inglaterra     | EFL Championship                          | Riverside Stadium                   | Middlesbrough                        | 33.746     |
| Inglaterra     | EFL Championship                          | Stadium of Light                    | Sunderland                           | 48.707     |
| Inglaterra     | EFL Championship                          | Stoke City FC Stadium               | Stoke City                           | 30.089     |
| País de Gales  | EFL Championship                          | Swansea.com Stadium                 | Swansea City                         | 21.088     |
| Inglaterra     | EFL Championship                          | The Hawthorns                       | West Bromwich                        | 26.850     |
| Inglaterra     | EFL Championship                          | Turf Moor                           | Burnley FC                           | 21.994     |
| Inglaterra     | EFL Championship                          | Vicarage Road                       | Watford FC                           | 21.577     |
| Inglaterra     | EFL League One                            | Kirklees Stadium                    | Huddersfield Town                    | 24.500     |
| Inglaterra     | Barclays Women’s Super League             | Academy Stadium                     | Manchester City FC (Feminino)        | 7.000      |
| Inglaterra     | Competições Continentais e Internacionais | Wembley Stadium                     | Inglaterra                           | 90.000     |
| Espanha        | La Liga                                   | Cívitas Metropolitano               | Atlético de Madrid                   | 67.829     |
| Espanha        | La Liga                                   | Coliseum Alfonso Perez              | Getafe FC                            | 16.800     |
| Espanha        | La Liga                                   | Estádio ABANCA-Balaídos             | Celta de Vigo                        | 29.000     |
| Espanha        | La Liga                                   | Estádio Benito Villamarín           | Real Bétis                           | 60.721     |
| Espanha        | La Liga                                   | Estádio de Gran Canaria             | UD Las Palmas                        | 32.400     |
| Espanha        | La Liga                                   | Estádio de la Cerámica              | Villareal CF                         | 23.500     |
| Espanha        | La Liga                                   | Estádio de Mendizorroza             | Deportivo Alavés                     | 19.840     |
| Espanha        | La Liga                                   | Estádio Montilivi                   | Girona FC                            | 13.286     |
| Espanha        | La Liga                                   | Estádio de Vallecas                 | Rayo Vallecano                       | 15.105     |
| Espanha        | La Liga                                   | Estádio El Sadar                    | CA Osasuna                           | 23.576     |
| Espanha        | La Liga                                   | Estádio José Zorrilla               | Real Valladolid                      | 27.618     |
| Espanha        | La Liga                                   | Estádio de Mestalla                 | Valencia CF                          | 49.430     |
| Espanha        | La Liga                                   | Estádio San Mamés                   | Athletic Bilbao                      | 53.289     |
| Espanha        | La Liga                                   | Estádio Santiago Bernabéu           | Real Madrid                          | 81.044     |
| Espanha        | La Liga                                   | Estádio Municipal de Butarque       | CD Leganés                           | 12.454     |
| Espanha        | La Liga                                   | Estádio Ramón Sánchez Pizjuán       | Sevilla FC                           | 43.883     |
| Espanha        | La Liga                                   | Reale Arena                         | Real Sociedad                        | 39.313     |
| Espanha        | La Liga                                   | Stage Front Stadium                 | Espanyol                             | 40.500     |
| Espanha        | La Liga                                   | Visit Mallorca Estádio              | RCD Mallorca                         | 20.500     |
| Espanha        | LaLiga 2                                  | Estádio El Alcoraz                  | SD Huesca                            | 9.128      |
| Espanha        | LaLiga 2                                  | Estádio Cidade de Valência          | Levante UD                           | 26.354     |
| Espanha        | LaLiga 2                                  | Estádio Martínez Valero             | Elche FC                             | 31.388     |
| Espanha        | LaLiga 2                                  | Estádio Nuevo Los Cármenes          | Granada CF                           | 19.336     |
| Espanha        | LaLiga 2                                  | Estádio Municipal de Ipurua         | SD Eibar                             | 8.164      |
| Espanha        | LaLiga 2                                  | Estádio Nuevo Mirandilla            | Cadiz CF                             | 21.094     |
| Espanha        | LaLiga 2                                  | Estádio de los Juegos Mediterráneos | UD Almeria                           | 18.331     |
| Espanha        | Liga F                                    | Estádio Alfredo Di Stéfano          | Real Madrid (Feminino)               | 9.000      |
| Itália         | Serie A                                   | Allianz Stadium                     | Juventus                             | 41.507     |
| Itália         | Serie A                                   | Udinese Arena                       | Udinese Calcio                       | 25.144     |
| Alemanha       | Bundesliga                                | BayArena                            | Bayer 04 Leverkusen                  | 30.210     |
| Alemanha       | Bundesliga                                | Borussia-Park                       | Borussia Mönchengladbach             | 54.042     |
| Alemanha       | Bundesliga                                | Deutsche-Bank-Park                  | Eintracht de Frankfurt               | 55.000     |
| Alemanha       | Bundesliga                                | Europa-Park Stadium                 | SC Freiburg                          | 34.700     |
| Alemanha       | Bundesliga                                | MEWA Arena                          | 1. FSV Mainz 05                      | 33.305     |
| Alemanha       | Bundesliga                                | Mercedes-Benz Arena                 | VfB Stuttgart                        | 60.449     |
| Alemanha       | Bundesliga                                | Millerntor-Stadion                  | FC St. Pauli                         | 29.546     |
| Alemanha       | Bundesliga                                | PreZero Arena                       | 1899 Hoffenheim                      | 30.150     |
| Alemanha       | Bundesliga                                | Red Bull Arena                      | RB Leipzig                           | 47.069     |
| Alemanha       | Bundesliga                                | Signal Iduna Park                   | Borussia Dortmund                    | 81.365     |
| Alemanha       | Bundesliga                                | Estádio An der Alten Försterei      | União de Berlim                      | 22.012     |
| Alemanha       | Bundesliga                                | Volkswagen Arena                    | VfL Wolfsburg                        | 28.917     |
| Alemanha       | Bundesliga                                | Vonovia Ruhrstadion                 | VfL Bochum                           | 26.000     |
| Alemanha       | Bundesliga                                | wohninvest Weserstadion             | Werder Bremen                        | 42.100     |
| Alemanha       | Bundesliga                                | WWK Arena                           | FC Augsburg                          | 30.660     |
| Alemanha       | 2. Bundesliga                             | Düsseldorf Arena                    | Fortuna Düsseldorf                   | 54.600     |
| Alemanha       | 2. Bundesliga                             | Heinz von Heiden Arena              | Hannover 96                          | 49.000     |
| Alemanha       | 2. Bundesliga                             | Home Deluxe Arena                   | SC Paderborn 07                      | 15.000     |
| Alemanha       | 2. Bundesliga                             | Max-Morlock-Stadion                 | 1.FC Nuremberga                      | 50.000     |
| Alemanha       | 2. Bundesliga                             | Estádio Olímpico de Berlim          | Hertha Berlim                        | 74.667     |
| Alemanha       | 2. Bundesliga                             | RheinEnergieStadion                 | 1. FC Köln                           | 50.000     |
| Alemanha       | 2. Bundesliga                             | Sportpark Ronhof Thomas Sommer      | Greuther Fürth                       | 16.626     |
| Alemanha       | 2. Bundesliga                             | Veltins Arena                       | Schalke 04                           | 62.271     |
| Alemanha       | 2. Bundesliga                             | Volksparkstadion                    | Hamburger SV                         | 57.000     |
| Alemanha       | 3. Bundesliga                             | SchücoArena                         | Arminia Bielefeld                    | 27.332     |
| Alemanha       | Frauen-Bundesliga                         | StrongHer Stadium                   | VfL Wolfsburg (Feminino)             | 5.200      |
| França         | Ligue 1                                   | Decathlon Arena                     | LOSC Lille                           | 50.186     |
| França         | Ligue 1                                   | Groupama Stadium                    | Olympique Lyon                       | 59.186     |
| França         | Ligue 1                                   | Orange Vélodrome                    | Olympique Marselha                   | 67.394     |
| França         | Ligue 1                                   | Parque dos Príncipes                | Paris Saint-Germain                  | 49.691     |
| França         | Ligue 1                                   | Stade Bollaert-Delelis              | RC Lens                              | 38.223     |
| Portugal       | Liga Portugal                             | Estádio do Dragão                   | FC Porto                             | 50.033     |
| Portugal       | Liga Portugal                             | Estádio do SL Benfica               | SL Benfica                           | 64.642     |
| Portugal       | Liga Portugal                             | Estádio José Alvalade               | Sporting CP                          | 50.076     |
| Países Baixos  | Eredivisie                                | De Kuip                             | Feyenoord                            | 51.177     |
| Países Baixos  | Eredivisie                                | Johan Cruijff Arena                 | AFC Ajax                             | 55.600     |
| Países Baixos  | Eredivisie                                | Philips Stadion                     | PSV Eindhoven                        | 35.000     |
| Turquia        | Süper Lig                                 | RAMs Park                           | Galatasaray                          | 52.600     |
| Turquia        | Süper Lig                                 | Ülker Stadyumu                      | Fenerbahçe                           | 50.530     |
| Ucrânia        | Competições Continentais                  | Donbass Arena                       | Shakhtar Donetsk                     | 52.187     |
| Escócia        | Cinch Prem                                | Celtic Park                         | Celtic FC                            | 60.832     |
| Escócia        | Cinch Prem                                | Ibrox Stadium                       | Rangers FC                           | 50.987     |
| Arábia Saudita | Roshn Saudi League                        | Cidade Desportiva King Abdullah     | Al-Ahli Al Ittihad                   | 62.345     |
| Arábia Saudita | Roshn Saudi League                        | Estádio Internacional Rei Fahd      | Al-Hilal / Al Shabab/ Arábia Saudita | 70.000     |
| Argentina      | Liga Profesional de Fútbol-Argentina      | Estádio LDA Ricardo E. Bochini      | CA Independiente                     | 42.069     |
| Argentina      | Liga Profesional de Fútbol-Argentina      | Estádio Presidente Perón            | Racing Club                          | 51.389     |
| Argentina      | Liga Profesional de Fútbol-Argentina      | La Bombonera                        | Boca Juniors                         | 54.000     |
| Argentina      | Liga Profesional de Fútbol-Argentina      | Mâs Monumental                      | River Plate                          | 84.567     |
| Estados Unidos | MLS                                       | BMO Stadium                         | Los Angeles FC                       | 22.000     |
| Estados Unidos | MLS                                       | Lumen Field                         | Seattle Sounders FC                  | 37.722     |
| Estados Unidos | MLS                                       | Dignity Health Sports Park          | Los Angeles Galaxy                   | 27.000     |
| Estados Unidos | MLS                                       | Mercedes-Benz Stadium (Atlanta)     | Atlanta United                       | 73.019     |
| Estados Unidos | MLS                                       | Providence Park                     | Portland Timbers                     | 25.218     |
| Estados Unidos | MLS                                       | Red Bull Arena (Nova Jérsia)        | New York Red Bulls                   | 25.000     |
| Canadá         | MLS                                       | BC Place                            | Vancouver Whitecaps FC               | 22.120     |

|  | Novidades |